# کلر مورادیان
کلر مورادیان (ارمنی: Կլեր Մուրադյան؛ زادهٔ ۱۸ دسامبر ۱۹۵۱) تاریخ‌نگار و استاد ارمنی‌تبار اهل فرانسه که در زمینه تاریخ و جغرافیای قفقاز و به‌طور خاص تاریخ ارمنستان و دیاسپورای ارمنی تخصص دارد. مورادیان مدیر پژوهش در مرکز ملی پژوهش‌های علمی فرانسه می‌باشد و در مدرسه عالی مطالعات علوم اجتماعی تدریس می‌کند. وی از سال ۱۹۸۱ تمدن ارمنی را در مؤسسه ملی زبان‌ها و تمدن‌های شرقی تدریس می‌کند. وی با موفقیت توانست از تز تاریخی خویش درباره «ارمنستان شوروی از زمان مرگ استالین تا سال ۱۹۸۲» دفاع نماید.

## تالیفات
- Caucase, terres d'empire, éd. Armand Colin, Paris, 2005.
- Les Massacres des Arméniens. Le meurtre d'une nation (1915-16), éd. Payot, Paris, 2005, شابک ‎۲۲۲۸۸۹۸۷۲۴ (directrice de la réédition critique du texte by Arnold Joseph Toynbee).
- L'Arménie, Presses universitaires de France, Paris, 2002 (coll. Que sais-je? n° 851, 3rs edition), شابک ‎۲۱۳۰۴۷۳۲۷X (réécriture de l'ouvrage homonyme paru en 1959 sous la plume de Jean-Pierre Alem).
- De Staline à Gorbatchev: histoire d'une république soviétique, l'Arménie, éd. Ramsay, 1990 شابک ‎۲۸۵۹۵۶۸۳۷۹.